# Глагољица
Глагољица је словенско писмо које је највјероватније створио Константин Филозоф, познатији као Свети Ћирило. Добила је назив од словенске речи »глаголати«, што значи »говорити«. У почетку се глагољица називала ћирилицом, у старим руским изворима из 11. вијека, а назив глагољица је новијег датума.

## Ширење глагољице
Глагољица се употребљавала у најстаријим и можда најљепшим по чистоти језика старословенским споменицима, како оним за које је несумњиво да су се употребљавали у Моравској и Чешкој (Кијевски листови, Прашки одломци), тако и у оним за које је вјероватно да су у својим преписима дошли из Македоније или околних словенских земаља, на пример у Зографском јеванђељу, Маријином јеванђељу, Асеманијевом јеванђељу, Клочевом глагољашу и сл.
Познато је да је глагољица из Паноније (Сирмијум) прешла у западни део Балканског полуострва, нарочито међу становништво у Хрватској, Далмацији и другим областима. Глагољица је допирала и до Русије (исп. глагољске натписе на зидовима саборне цркве у Новгороду, остатке од глагољице у руском запису попа Упира).
Од почетка 10. вијека, старословенска азбука, која се једно вријеме употребљавала упоредо са глагољицом, почела је да потискује глагољицу у Бугарској, Русији и Србији, тако да је од краја 11. вијека глагољица остала у сталној употреби само код католика примораца у сјеверној Далмацији и у Хрватској на сјеверу до водомеђе Купе, заузимајући и њу, на кварнерском острвљу и у Истри (в. Глагољско богослужење). Ту се глагољица сачувала у неједнакој употреби све до краја 18. и до четрдесетих година 19. вијека. Према тој употреби, разликујемо старословенску (облу) глагољицу и хрватску (угласту) глагољицу.

## Глагољица и ћирилица: поређење
Глагољица се разликује од ћирилице у самом обиљежавању гласова:
- глагољица има исти знак за е и је, док ћирилица има два знака;
- исто тако, глагољица има један знак за ја и д;
- глагољица има три знака за и, ћирилица — два;
- глагољица има нарочити знак за умекшано г у грчким ријечима, старославенска ћирилица га нема.

Ипак, међу њима има и много сличности.
Глагољица се налази у старословенским споменицима са најстаријим језиком (као што је Зографско јеванђеље), а нарочито у одличним старословенским споменицима, такође врло старим, из 10. вијека, за које је несумњиво да су писани у Чешкој или Моравској (Кијевски листићи), тако да се може рећи да су је ту могли донијети само Браћа Просвјетитељи; друго, она је примитивнија и сложенија од ћирилице.

## Легенда о настанку глагољице
Код примораца је врло рано поникла легенда да је глагољицу створио Свети Јероним, познати преводилац Вулгате (умро 420). То су вјероватно измислили свештеници, како би принудили папу да је не забрањује (заиста, папа Иноћентије IV у своме акту из 1248, којим се словенска служба допушта у приморским мјестима, гдје се дотле глагољица традиционално употребљавала, спомиње такође ту легенду).
У 18. вијеку је та легенда разбијена и послије тог времена су многи слависти дали своје прилоге за рјешење извјесних питања о глагољици. Понајвише се тим питањем бавио Ватрослав Јагић.

## Поријекло глагољице
Друго је питање о поријеклу глагољице. И ту се дуго лутало (историјски преглед свих покушаја може се наћи код Јагића), док није Исак Тејлор, испитивач поријекла азбука, 1880. изнео мишљење да је глагољица сачињена према грчком брзопису из 9. вијека. Он је сматрао да су се Словени још прије Ћирила и Методија служили грчким писменима, комбинујући их по 2—3 када је требало представити неки нарочити звук који није познавала грчка азбука. На тај начин су добијене његове комбинације о постанку различних глагољских слова од неколико грчких слова, што је касније допунио Јагић, и нема сумње да су те комбинације биле тачне за велики број слова. Наравно, Свети Ћирило је стилизовао цијелу азбуку.
Велики број слова могао је бити на тај начин лако и природно објашњен. Код других су била потребна или велика натезања или се претпостављало да је шаре за та слова Свети Ћирило могао узети из какве источњачке азбуке, јер је он добро познавао различне источњачке језике. Тако су настале теорије о позајмици извјесних слова из авестанског (Вс. Милера), јерменског и грузинског (М. Гастера, Абихта), хебрејског и самаританског (Шафарика, Вондрака), коптског (Фортунатова, Ламанског). Неки су мислили, као Фортунатов, да се у самом стилизовању глагољице Свети Ћирило угледао на источњачке азбуке (на коптску), које су и саме у извјесном смислу представљале стилизовану грчку азбуку. Али је, ипак, и даље остао довољан број оних (Лескин, Дилман, Таулор, Амфилохије, Фр. Милер, Јагић, Бељајев) који су сматрали да се само из грчке азбуке могу извести сва глагољска писмена (или из простих шара или из комбинације већег броја шара).

## Књиге штампане на глагољици
У 15. вијеку (1483) штампана је (у Млецима) прва глагољска књига. Касније су штампане чешће у Сењу, Млецима и другдје. У 17. а нарочито у 18. вијеку вршене су исправке текстова (Главинић, Леваковић, Караман, Совић) према црквеноруским текстовима. У овом правцу се нарочито одликовао Змајевићев Семинар у Задру, гдје су у 18. вијеку глагољаши добијали потребну спрему. У 19. вијеку, око четрдесетих година, глагољашки рад (уосталом, стално ометан од стране аустријске државне власти) престаје сасвим. Било је покушаја да се подигне у другој половини 19. вијека. Овамо долази ново издање мисала, које је 1893. приредио Драгутин Парчић, а пре тога и Брчићев рад (исп. његову читанку, Хрестоматију, Уломке Светог писма итд.) да се познавање глагољице подигне код хрватског свештенства. Још у 18. вијеку почели су се глагољски текстови замјењивати писаном латиницом (шћаветом). На острву Крку подигнута је »Старословенска академија« (од 1903), која издаје старе глагољске текстове (посебно Ј. Weissa) у ћириличној транскрипцији.

## Слова
| Глагољица               | Глагољица                  | Глагољица       | Ћирилица         | Ћирилица        | Ћирилица  | Ћирилица |
| ----------------------- | -------------------------- | --------------- | ---------------- | --------------- | --------- | -------- |
| старо- словенска (обла) | старо- словенска (угласта) | бројна вредност | старо- словенска | бројна вредност | име       | значење  |
|                         |                            | 1               |                  | 1               | аз        | а        |
|                         |                            | 2               |                  |                 | буки      | б        |
|                         |                            | 3               |                  | 2               | вједи     | в        |
|                         |                            | 4               |                  | 3               | глагољ    | г        |
|                         |                            | 5               |                  | 4               | добро     | д        |
|                         |                            | 6               |                  | 5               | јест      | е, је    |
|                         |                            | 7               |                  |                 | живјете   | ж        |
|                         |                            | 8               |                  | 6               | зјело     | з        |
|                         |                            | 9               |                  | 7               | земља     | з        |
|                         |                            | 10              |                  | 10              | и         | и        |
|                         |                            | 20              |                  | 8               | иже       | и        |
|                         |                            | 30              | ()               |                 | ђерв      | ђ        |
|                         |                            | 40              |                  | 20              | како      | к        |
|                         |                            | 50              |                  | 30              | људи      | л        |
|                         |                            | 60              |                  | 40              | мисљете   | м        |
|                         |                            | 70              |                  | 50              | наш       | н        |
| –                       | –                          | –               |                  | 60              | кси       | кс       |
|                         |                            | 80              |                  | 70              | он        | о        |
|                         |                            | 90              |                  | 80              | покој     | п        |
|                         |                            |                 |                  | 90              |           |          |
|                         |                            | 100             |                  | 100             | рци       | р        |
|                         |                            | 200             |                  | 200             | слово     | с        |
|                         |                            | 300             |                  | 300             | твердо    | т        |
|                         |                            | 400             |                  | 400             | у, ук     | у, у     |
|                         |                            | 500             |                  | 500             | ферт      | ф        |
|                         |                            | 600             |                  | 600             | хјер      | х        |
| –                       | –                          | –               |                  | 700             | пси       | пс       |
|                         |                            | 700             |                  | 800             | от о      | от о     |
|                         |                            | 900             |                  | 900             | ци        | ц        |
|                         |                            | 1000            |                  | 90              | черв      | ч        |
|                         |                            |                 |                  |                 | ша        | ш        |
|                         |                            | 800             |                  |                 | шта (шча) | шт, шч   |
|                         |                            |                 |                  |                 | јер       |          |
|                         |                            |                 |                  |                 | јери      | и        |
|                         |                            |                 |                  |                 | јер       |          |
|                         |                            |                 |                  |                 | јат       | је       |
|                         |                            |                 |                  |                 | ју        | ју       |
| –                       | –                          | –               |                  |                 | ја        | ја       |
| –                       | –                          | –               |                  |                 |           |          |
|                         |                            |                 |                  | 900             | ја        | ја       |
|                         |                            |                 |                  |                 | јус       |          |
|                         |                            |                 |                  |                 |           |          |
|                         |                            |                 |                  |                 |           | ју       |
|                         |                            |                 |                  | 9               | тита      | т        |
|                         |                            |                 |                  | 400             | ижица     | и, в     |